# Serge Doubrovsky
Serge Doubrovsky (Párizs, 1928. május 22. – Párizs, 2017. március 23.) francia író.

## Művei
Regények
- Le jour S (1963)
- La Dispersion (1969)
- Fils (1977)
- Un amour de soi (1982)
- La vie l'instant (1985)
- Le livre brisé (1989)
- L'après-vivre (1994)
- Laissé pour conte (1999)
- Un homme de passage (2011)
- La Monstre (2014)

Esszék
- Corneille et la Dialectique du héros (1963)
- Pourquoi la nouvelle critique : critique et objectivité (1966)
- La place de la madeleine : écriture et fantasme chez Proust (1974)
- Parcours critique (1980)
- Autobiographiques : de Corneille à Sartre (1988)
- Parcours critique 2 (2006)

## Díjai
- Médicis-díj (1989, a Le livre brisé regényéért)
- Prix de l'écrit intime (1999, a Laissé pour conte című regényéért)
- Ordre des Arts et des Lettres (2000)
- Grand prix de littérature de la SGDL (2011, az Un homme de passage című regényéért)